# Lager Heuberg
El Lager Heuberg (traducido al español como, Campamento Heuberg) (coordenadas: 48°9′N 9°1′E / 48.150, 9.017) es un antiguo cuartel militar, utilizado actualmente por el Ejército alemán ubicado en la esquina sur de la Truppenübungsplatz Heuberg (área de entrenamiento militar de Heuberg) en (Baden-Württemberg ), cerca de la ciudad de Stetten am kalten Markt. 
De marzo a diciembre de 1933 fue uno de los primeros campos de concentración nazis. Entre los internos estaban Kurt Schumacher y Fritz Bauer. 
En Truppenübungsplatz Heuberg, a unos 3 kilómetros de Lager Heuberg, el primer vuelo de cohete tripulado de despegue vertical tuvo lugar el 1 de marzo de 1945 y se estrelló, matando a su piloto, Lothar Sieber, en el cohete Bachem Ba 349.

## Historia

### Cronología
- 1910: El XIV Armeekorps del Ejército Imperial Alemán establece Lager Heuberg y el campo de entrenamiento.
- 1914: Se usa como campamento de prisioneros de guerra.
- 1917: 5.000 soldados y 15.000 prisioneros de guerra
- 1920-1933: El Tratado de Versalles limita el Ejército alemán a 100.000 efectivos. El campamento con fines militares de refunda convirtiéndose en un hogar y hospital para niños.
- 1933: Es convertido en el primer campo de concentración en Württemberg/Baden, en uso durante 9 meses.
- 1934: Es tomado por la Reichswehr/Wehrmacht
- 1940; Se transforma en campamento para el Reichsarbeitsdienst con 400 barracas
- 1940-41: Sirve como campamento de movilización para la 4.ª División de Montaña.[1]
- 1943-1945: Sirve como asentamiento para las divisiones; Indische Legion, 29.ª División Italia, 2.ª Division del Ejército Ruso de Liberación y la milicia de Vichy, la Franc-Garde.[2]
- 1945, 1 de marzo: Ocurre el primer vuelo de cohete tripulado de despegue vertical, pilotado por el teniente de la Luftwaffe, Lothar Sieber, quien fue asesinado en el cohete Bachem Ba 349.
- 1945, 22 de abril: Llegan las tropas francesas y liberan 20.000 prisioneros de guerra del Ejército Rojo.
- 1957: Llega la Bundeswehr recién fundada.
- 1976: El antiguo hospital es demolido.
- 1997: El 3.º Regimiento Francés de Dragones se va después de 51 años.

Durante 1962 a 1963, las tropas estadounidenses (357.º Destacamento de Artillería) tuvieron fama de haber mantenido ojivas nucleares en Lager Heuberg que habrían sido emitidas para el uso de las unidades francesas misiles Nike-Hercules si hubiera ocurrido una guerra con la Unión Soviética.

## Unidades alemanas recientemente acuarteladas en Lager Heuberg
- Panzerpionierkompanie 550
- Artilleriebataillon 295
- Feldjägerbataillon 452
- Zentrum für Kampfmittelbeseitigung der Bundeswehr
- Truppenübungsplatzkommandantur Heuberg
- 5. Kompanie (schwer)/Jägerbataillon 292
- V. y VI. Inspektion ABC/Se Schule Sonthofen
- Sanitätszentrum Stetten a.k.M
- Bundeswehrdienstleistungszentrum Stetten am kalten Markt